# Цзінчжоу-Мяо-Дунський автономний повіт
26°34′36″ пн. ш. 109°41′05″ сх. д. / 26.57653° пн. ш. 109.68482° сх. д.
Цзінчжоу-Мяо-Дунський автономний повіт (кит. 靖州苗族侗族自治县, пін. Jìngzhōu Miáozú Dòngzú Zìzhìxiàn) — один із повітів КНР у складі префектури Хуайхуа, провінція Хунань. Адміністративний центр — містечко Цюйян.

## Географія
Цзінчжоу-Мяо-Дунський автономний повіт лежить на півдні префектури на схід від Юньнань-Гуйчжоуського плато.

### Клімат
Повіт знаходиться у зоні, котра характеризується вологим субтропічним кліматом. Найтепліший місяць — липень із середньою температурою 27,3 °C. Найхолодніший місяць — січень, із середньою температурою 5,4 °С.
| Клімат повіту Цзінчжоу-Мяо-Дун                     | Клімат повіту Цзінчжоу-Мяо-Дун | Клімат повіту Цзінчжоу-Мяо-Дун | Клімат повіту Цзінчжоу-Мяо-Дун | Клімат повіту Цзінчжоу-Мяо-Дун | Клімат повіту Цзінчжоу-Мяо-Дун | Клімат повіту Цзінчжоу-Мяо-Дун | Клімат повіту Цзінчжоу-Мяо-Дун | Клімат повіту Цзінчжоу-Мяо-Дун | Клімат повіту Цзінчжоу-Мяо-Дун | Клімат повіту Цзінчжоу-Мяо-Дун | Клімат повіту Цзінчжоу-Мяо-Дун | Клімат повіту Цзінчжоу-Мяо-Дун | Клімат повіту Цзінчжоу-Мяо-Дун |
| Показник                                           | Січ.                           | Лют.                           | Бер.                           | Квіт.                          | Трав.                          | Черв.                          | Лип.                           | Серп.                          | Вер.                           | Жовт.                          | Лист.                          | Груд.                          | Рік                            |
| Середній максимум, °C                              | 9,1                            | 12,2                           | 16,4                           | 22,8                           | 26,9                           | 29,5                           | 32,1                           | 32,2                           | 29                             | 23,1                           | 17,9                           | 12                             | 21,9                           |
| Середня температура, °C                            | 5,4                            | 8                              | 11,9                           | 17,7                           | 21,8                           | 25,1                           | 27,3                           | 26,6                           | 23,2                           | 17,9                           | 12,7                           | 7,4                            | 17,1                           |
| Середній мінімум, °C                               | 3,1                            | 5,3                            | 8,9                            | 14,2                           | 18,2                           | 22                             | 23,7                           | 22,8                           | 19,4                           | 14,6                           | 9,4                            | 4,4                            | 13,8                           |
| Норма опадів, мм                                   | 65.4                           | 69.8                           | 113.2                          | 144.4                          | 203                            | 228.8                          | 173.3                          | 123.7                          | 72                             | 90.6                           | 66.8                           | 54.3                           | 1405.3                         |
| Вологість повітря, %                               | 84                             | 82                             | 84                             | 82                             | 82                             | 83                             | 79                             | 81                             | 81                             | 83                             | 83                             | 82                             | 82                             |
| -------------------------------------------------- | ------------------------------ | ------------------------------ | ------------------------------ | ------------------------------ | ------------------------------ | ------------------------------ | ------------------------------ | ------------------------------ | ------------------------------ | ------------------------------ | ------------------------------ | ------------------------------ | ------------------------------ |
| Джерело: Дані метеостанції №57841 (КНР, 1991-2020) |                                |                                |                                |                                |                                |                                |                                |                                |                                |                                |                                |                                |                                |